# Cârțișoara
Cârțișoara – wieś w Rumunii, w okręgu Sybin, w gminie Cârțișoara. W 2011 roku liczyła 1243 mieszkańców.